# Gouvernement Boekejevsk
Het gouvernement Boekejesk (Russisch: Букеевская губерния; Boekejeskaja goebernija) was een gouvernement (goebernija) van de Russische Socialistische Federatieve Sovjetrepubliek. Het gouvernement bestond van 1917 tot 1925. Het ontstond uit het  Horde en ging op in de  Kirgizische Autonome Socialistische Sovjetrepubliek die na 1925 tot de Kazachse Socialistische Sovjetrepubliek hernoemd werd. Het gouvernement had 7 okresten: Kalmukkië, Kamisj-Samarskië, Narin, Ordzhonikidzevski I en II, Talovski en Tobrisk in de regio Wolga-Kaspisch Kirgizië. In 1921 werd Kamisj-Samarskië in tweeën gesplitst. In 1922 vervingen de okresten Tengiz, Tsjanbelsk en Bokej Orda de okresten Kalmukkië, Kamisj-Samarskië, Narin, Ordzhonikidzevski I en II. Het gebied ging op in de Kirgizische ASSR. De hoofdstad was tot 1920 Tsjan Ordasji, dat voorheen Urda heette, daarna Kanskaja Stavka op de Kirgizische steppe. Het gouvernement was vernoemd naar de Bukej Horde, een Kirgizische Kozakkenstam die in het gebied leefde.